# 왕한 (시인)
왕한(王翰, 생몰년 미상)은 중국 당(唐)의 시인이다. 병주(并州) 진양(晋陽) 출신으로 자(字)는 자우(子羽)이다.
왕한의 집안은 부유하였고 왕한 자신도 호방한 성격으로 술을 즐겨, 자신의 집에 명마와 미인 기녀들을 모아 사냥과 연회로 날을 보냈다고 한다. 예종(睿宗) 경운(景雲) 원년(710년)에 진사(進士)로 급제하였다. 병주장사(并州長史) 장혜정(張惠貞)이 그의 재능을 기이하게 여겨 그를 천거하여 창락위(昌樂尉)로 삼았으며, 개원(開元) 9년(721년)에 장열(張説)이 조정에 들어와 재상이 되자 그의 인정을 받아 비서정자(秘書正字), 권가부원외랑(權駕部員外郎)에 임명된다.
"마굿간에는 많은 명마요, 집에는 기녀와 가락이 있다"며 스스로를 왕후장상에 비겼다고 하나, 이러한 그의 태도는 오히려 사람들의 질시를 샀다. 장열이 실각하면서 여주자사(汝州刺使)로 좌천되어 수도를 떠나야 했고, 이어 선주별가(仙州別駕)로 다시 한 번 좌천당했다. 행실을 곧게 하지 못했다는 탄핵을 받고 도주사마(道州司馬)로 유배되어 그곳에서 죽었다.
작품으로 《양주사》(涼州詞)가 유명하다.

## 왕한의 《양주사》
| 양주사(凉州詞)(일부) |                                               |
| 葡萄美酒夜光杯       | 맛 좋은 포도주에 야광배에 담아                |
| 欲饮琵琶马上催       | 마시고자 하나 비파 소리가 말 위에서 재촉한다  |
| 醉卧沙场君莫笑       | 취하여 모래 위에 구른다고 그대는 웃지 말지라  |
| 古来征战几人回       | 예로부터 전장 나가 살아 돌아온 이 몇이었던가? |

## 같이 보기
- 야광배